# 아다이 칸
아다이 칸 또는 아자이 칸 (ᠠᠳᠠᠶ ᠬᠠᠭᠠᠨ, 阿岱汗, 1390년 또는 1376년 ~ 1438년)은 북원의 대칸(재위:1415년 ~ 1438년)이었다. 동몽골 아수드(알란, 아스, 아스트)부의 지도자 아룩타이의 일시적인 충성으로, 그는 몽골을 통일했다. 그의 가계는 다소 불분명해서 울루그 테무르 칸 굴리치의 아들이라는 설, 칭기즈 칸의 막내 동생 테무게 옷치킨의 후손이라는 설, 첫째 동생인 주치 카사르의 후손이라는 설, 카라친부 출신 설 등이 있다. 한자 사료에서는 아태(阿台)로도 기록된다.
1415년부터는 에세크 칸의 대립 칸이자 동부 몽골의 통치자였고, 1425년 오이라다이 에세크 칸이 암살되자 형식적으로 몽골을 통일, 전 몽골의 대칸이 되었으나, 그의 영향력은 몽골 동부에 한해서였다. 1434년까지 실권은 아수드부 출신 아룩타이에게 있었다. 재위기간 내내 명나라와 명나라의 지원을 받은 오이라트부와 교전했다. 1433년 오이라트부 토곤 타이시가 추대한 톡토아부카 타이순 칸과 교전, 1438년 패하고 전사했다. 1425년부터 몽골의 대칸이었지만, 그의 영향력과 통치권은 동몽골에 한정되었다.

## 생애

### 즉위 전
그는 우구데이가 출신의 울루그 테무르 칸 굴리치의 아들로, 우구데이 칸의 아들 카단의 후손이었다고 한다. 아자이 칸의 가계는 불분명하여 《몽골원류》, 《황사 (黄史)》에는 그가 칭기즈 칸의 막내 동생 테무게 옷치킨의 후손이라는 설도 있다. 《돌궐계보》에 의하면 그는 울루그 테무르 칸 굴리치의 아들이고, 오고타이 카안의 후예라 한다. 또 칭기즈 칸의 첫째 동생 주치 카사르의 7대손이라는 설이 있고, 주치 카사르의 후손으로 하르친부(호르친부) 사람이며, 계보가 실전되었다고도 한다. 칭기즈 칸의 다른 동생 테무게 옷치킨의 후손이라는 설도 있다. 티무르 제국의 군주 무함마드 타라가이 울루그 베그가 쓴 역사서 《네 울루스의 역사》에 의하면, 아자이는 쿠빌라이 칸의 동생 아리크 부케의 후손이었다고 한다. 보르지긴 씨족 내 우구데이 칸의 아들 카단 가와, 칭기즈 칸의 형제 주치 카사르가의 근친 결혼으로 양쪽의 혈통을 모두 물려받았다는 설도 있다. 몽골 역사가 보우인데리겐(宝音德力根)은 오고타이의 후손 굴리치 울루그 테무르 칸의 아들 설을 지지한다. 어머니의 이름과 출생 부족은 기록이 전하지 않는다. 아다이의 생년월일은 불분명하여 1390년 출생설과 1376년 출생설이 있다.
아다이의 출생지는 정확하지 않으나, 하르친부의 영역이던 다싱안링산맥 근처 눈 강 주변이었다. 일부 한자 문헌에는 아다이(阿台)로 나타나기도 한다. 몽골의 역사 자료에서 아자이는 종종 북원의 후주 천원제 토구스 테무르 우스칼 칸의 아들 혹은 엘베그 니굴세그치 칸의 아들인 비슷한 이름의 아자이 태자(타이지)로 오인되어, 종종 동일인물로 혼동되기도 한다.
그의 초기 생애는 알려진 것이 없다. 어느 시점에 아자이는 하르친부의 부족장이 되었다. 아자이는 오랫동안 전쟁을 치르며 몽골을 사실상 통일했고 1414년 아룩타이가 오이라트부에 의해 명나라로 추방당하자 몽골 동쪽으로 진출, 몽골의 중부와 동부 지역 일부를 차지했다. 그가 오이라트를 꺾자, 명나라는 몽골의 통일을 우려하여 서몽골의 부족과 오이라트를 지원했다.

### 동몽골의 칸
아수드부의 아룩타이는 주치 카사르가의 후손들을 찾아가 토론, 아다이를 몽골 대칸으로 추대하기로 계획했다. 1415년 동몽골 아수드부의 아룩타이 태사의 지원으로 몽골 제국의 대칸을 선포했다. 그러나 서부 몽골의 귀족들은 아다이를 칸으로 인정하기를 거부했다. 아다이 칸은 즉위 직후 몽골인 군사를 이끌고, 다시 오이라트로 출정했다.
1415년 아수드부의 아룩타이 타이시가 오이라트를 습격하여 델베그 칸과 타이시 바툴라(마흐무드)를 패사시켰다. 바툴라(마흐무드)의 아들 토곤은 오이라다이를 대칸으로 세웠다. 오이라다이는 서몽골의 대칸이 되었고, 동몽골은 아룩타이와 그가 내세운 대칸 아자이가 지배했다. 오이라트 토곤과 오이라다이 에세크 칸은 명나라와 연합하여 아룩타이와 아자이 칸에게 타격을 주었다. 칭기즈 칸의 후손들 세력이 부활하는 것을 두려워한 명나라는 오이라트부를 적극 지원하여 몽골 동부와 중부의 부족을 분할하게 했다.
1422년, 1423년 영락제는 직접 군사를 이끌고 몽골을 공격, 아다이는 명나라 군을 피해 도피했다.
1425년 오이라트를 공격, 참패시킨 뒤 오이라트의 부족장들을 죽이고 바툴라 칭상의 아내 사무르 군즈와 아들 토곤 등을 사로잡아갔다. 오이라트의 참패 후, 몽골의 통일을 염려한 영락제는 오이라트와 서몽골 부족장들을 지원하였다.

### 대칸 즉위 이후
1425년 오이라다이 에세크 칸이 죽자 아수드(알란, 아스, 아스트)부의 수장 아룩타이에 의해 아다이 칸이 전 몽골의 대칸으로 선언되었다. 아다이 칸은 아룩타이를 타이시로 임명했다. 아룩타이 타이시의 지원으로 아다이 칸은 몽골 중부와 동부의 영토를 통합하고, 세력을 확장할 수 있었다. 1426년 아자이 칸은 전체 몽골의 대칸으로 선언했다. 그가 전 몽골의 통일한 기간은 1425년부터 1433년까지였다. 그러나 실권은 동부 몽골 아수드부의 아룩타이에게 있었다. 서부 몽골에서는 그를 카안으로 받아들이기를 거부했다.
1425년 오이라트부에서 자란 엘베그 니굴세그치 칸의 손자 아자이 타이지는 아다이의 편을 들었다. 아다이 칸은 아자이 타이지, 아룩타이 등과 함께 부이르 누르 전투에서 오이라트족을 격파했다. 이때 아룩타이는 또한 바툴라 칭상의 아들인 바하마를 사로잡아 냄비 밑에 뒤집어 놓고 토곤이라는 이름을 지어 노예로 삼았다. 토곤의 아버지 바툴라 칭상이 자신을 사로잡아 노예로 만든 것에 대한 보복이었다. 그러나 아다이 칸은 사무르 공주의 부탁으로 토곤을 풀어주어 오이라트로 돌려보냈다.
아자이 칸은 겉으로는 명나라에 복종, 귀순했지만, 감숙성 감주, 량주 등에 침입하여 약탈하고 돌아왔다. 위협을 느낀 명나라가 오이라트를 지원했고, 1422년 ~ 1423년의 두 차례의 전쟁에서 영토를 모두 잃었다. 1426년 아자이 칸은 아룩타이 등과 함께 오이라트부를 공격, 오이라트의 지도자들을 살해했다. 1430년 아다이 칸은 서부 몽골에 확보하 영토 대부분을 잃어버렸고, 다시 수복하려 했으나 실패했다. 이후 동몽골의 세력이 쇠락해진 틈을 타서 1431년 오이라트부의 타이 토곤이 기습 공격해 왔고, 아자이 칸은 그와의 싸움에서 패배하여 케룰렌강 유역 밖으로 쫓겨났다.
아다이의 명으로 포로에서 풀려나 오이라트로 돌아간 토곤은 쿠빌라이 칸의 후손 아자이 타이지의 세 아들 토토가부카, 아그바르진, 만돌 등을 유인하는데 성공한다. 1433년 토곤 타이시는 아다이에 대한 봉기를 일으켰고, 아다이 칸은 진압하다가 패배하였다. 1433년 톡토아부카가 몽골 서부에서 오이라트부 수장 토곤 타이시 등의 지원을 받아 몽골의 대칸으로 추대되었다. 그러나 타이순 칸의 영향력은 몽골 서부에 한정되었고, 실권은 오이라트 4부 연맹에게 있었다.

### 최후
1434년 오이라트 토곤과 타이순 칸의 공격을 받아 아자이와 아룩타이 등은 참패, 아룩타이는 내몽골 모나산(지금의 다얼한마오밍안)으로 도피했다가 그해 9월 숙적인 토곤 혹은 토곤의 아들 에센과 추격대에 의해 암살되었다. 아자이 칸은 부하 도르지벡 등과 함께 하르친부 또는 어지나로 도주했다. 다시 몽골로 돌아온 아자이와 그의 군대는 명나라 북부 국경 넘어 감주와 량주를 공격, 약탈하고 되돌아왔다.
이후 아다이는 명나라 군대에 여러 번 공격을 받고 그의 군대는 지쳐 있었다. 1438년 그와 도르지백은  오르구나에서 명나라군과 오이라트군의 연합군에 패배하여 사막으로 퇴각했고, 이때 몽골의 부족장 150명이 명나라군에 포로로 사로잡혀 끌려갔다. 아자이 칸은 명나라에 항복했고, 아라 산으로 도주하여 웅거, 명나라의 지원을 얻어 명맥을 유지했다. 명나라는 몽골 통치자의 위기를 이용, 아다이 칸과 도르지벡 장군에게 명나라로의 귀순과 작위를 보장하고 회유했지만 아다이 칸은 이를 거절했다.
그해 쿠빌라이 가의 타이순 칸과 오이라트의 토곤 타이시, 에센과 4만 명 병력의 공격을 받고 칭기즈 칸의 오르도, 혹은 칭기즈 칸의 사당에 피신했으나, 토곤 타이시에게 세 번 포위당했다. 그 뒤 아룩타이가 살해되자 명나라 섬서포정사로 피신했으며, 오이라트 토곤 타이시에게 사로잡힌 뒤 살해당했다. 혹은 타이순 칸에 의해 포살되었다는 설도 있다.

### 사후
일설에는 1439년에 사망했다는 설도 있다. 그의 영향력은 서부 몽골 전 지역에 영향을 주지 못했지만, 1433년 톡토아부카 타이손 칸이 서몽골에서 칸이 되기 전까지 그는 몽골의 유일한 대칸으로 인식됐다. 이후 오이라트는 1438년 케룰렌강 유역을 합병하여 전 몽골 초원을 손에 넣게 되었고, 허수아비 대칸인 타이손 칸을 북원의 대칸으로 내세웠다.

## 기타
그의 가족관계는 기록이 전하지 않는다. 일설에는 오이라트에서 사무르 곤즈의 도움으로 풀려난 올제이투 카툰이 그와 재혼했다는 설이 있다.

## 같이 보기
- 하르친부
- 오이라트 4부

| 전임 델베그 칸 에세크 칸 | 제27대 몽골 제국 대칸 1415년 - 1425년 (에세크 칸의 대립 칸) 1425년 - 1438년 | 후임 타이손 칸 |

| 전임 델베그 칸 에세크 칸 | 제12대 북원 황제 1415년 - 1425년 (에세크 칸의 대립 황제) 1425년 - 1438년 | 후임 타이손 칸 |

| 전임 델베그 칸 | 동몽골의 통치자 1415년 - 1438년 | 후임 타이손 칸 |

| 전임 에세크 칸 | 서몽골의 통치자 1425년 - 1433년 | 후임 타이손 칸 |